# (4354) Euclides
(4354) Euclides (2142 P-L) – planetoida z pasa głównego asteroid okrążająca Słońce w ciągu 4,68 lat w średniej odległości 2,8 j.a. Odkryta 24 września 1960 roku.